# Rato-toupeira-peludo
o rato-toupeira de Damaralândia (Fukomys damarensis), rato toupeira damaralense, blesmol de Damaralândia ou rato-toupeira-peludo, é um roedor escavador encontrado no Sul da África. Junto do menor e sem pelos, Rato-toupeira-pelado, é uma espécie mamífera e eusocial.

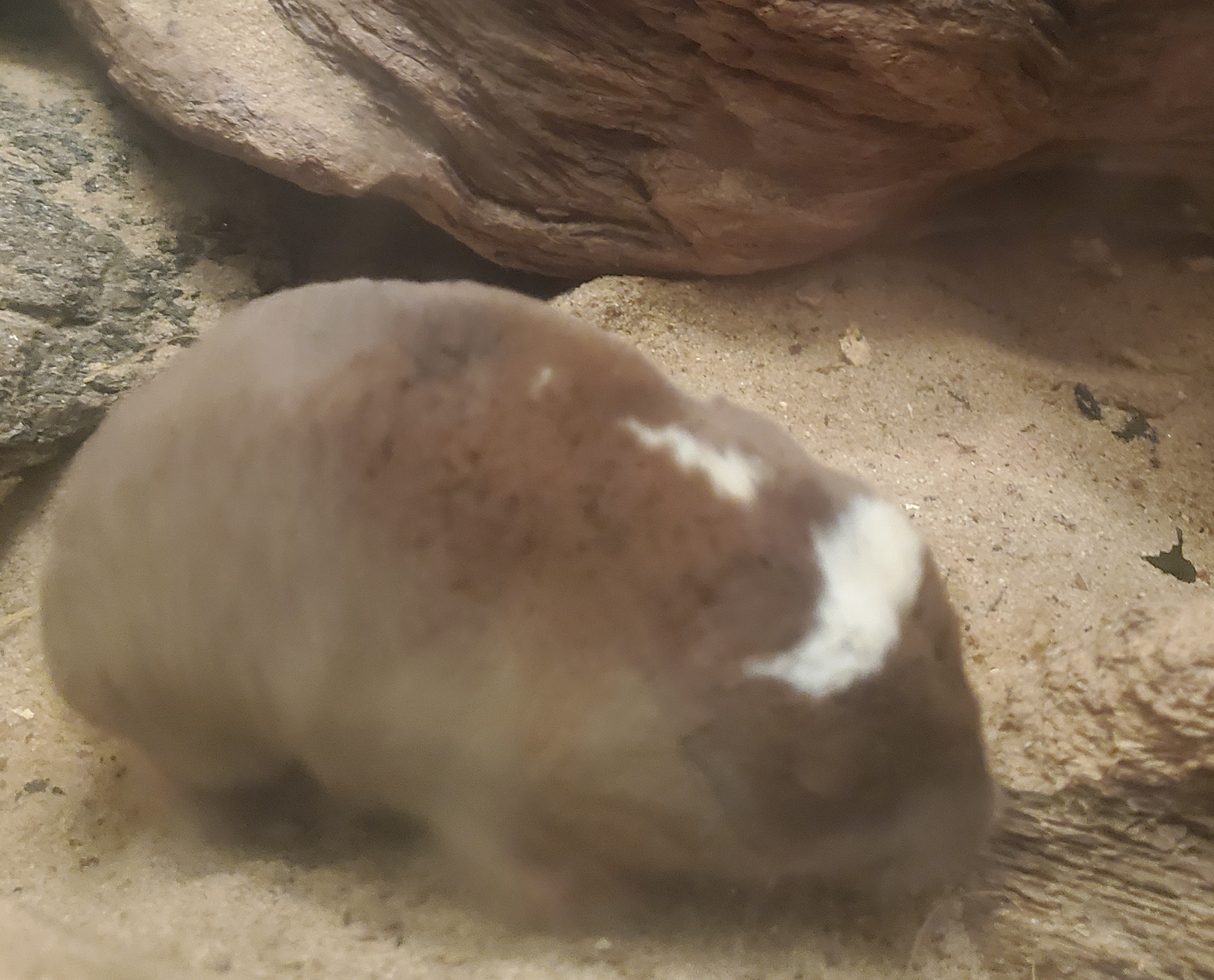
Rato-toupeira-peludo. Note a mancha de pelos brancos no topo de sua cabeça.

## Descrição
Como outros blesmols, o rato-toupeira-peludo possui um corpo cilíndrico com membros robustos, grandes patas e cabeça cônica. Também possui tamanho similar ao de outros rato-toupeiras africanos, tendo de 14 a 20 centímetros de comprimento de seu corpo até a sua cabeça, com uma cauda de 2 a 3 centímetros e pesando entre 100 e 280 gramas. Eles não possuem ouvidos externos, além disso possuem pequenos olhos de coloração azul com grandes pálpebras. Os dentes incisivos são grandes e proeminentes, atrás dele existem camadas de pele pra prevenir que a terra caia em suas gargantas enquanto eles os usam para cavar.
Sua pelagem é curta e grossa e varia do fulvo ao quase preto, os tons de marrom são o mais comum. Sempre há uma mancha branca no topo de suas cabeças, porém seu formato varia de indivíduo para indivíduo, pode haver ainda outras manchas de pelo branco em outros lugares de seu corpo. Pelos sensoriais são maiores que o pelo de grande parte do corpo, com seus bigodes sendo particularmente longos. Além disso, as fêmeas possuem 6 mamilos.

## Distribuição e hábitat
Apesar de serem nomeados como da Damaralândia, os rato-toupeira-peludos são encontrados em grande parte do sul da África, como Botswana, Namíbia, África do Sul, Zâmbia, e Zimbabwe. Eles habitam ambientes quentes e semiáridos. Eles são comumente associados aos latossolos vermelhos de Calaári e são encontrados somente em áreas onde há plantas com órgãos de armazenamento subterrâneos o suficiente.

## Biologia
os rato-toupeira-peludos são herbívoros, se alimentando somente de tubérculos, cormos, and bolbos. Se alimenta principalmente de Acanthosicyos, Ornithogalum, Ledebouria e Talinum. Seus predadores naturais são as cobras-toupeira, e ocasionalmente outras cobras locais, como as najas. Eles não bebem água diretamente, obtendo toda a sua água por meio de sua alimentação, que também é uma importante fonte de minerais. Diferentemente de outros mamíferos, eles podem efetivamente metabolizar esses minerais mesmo sem acesso à vitamina D, vitamina na qual eles naturalmente tem falta por nunca serem expostos à luz do Sol. A taxa de metabolismo basal dos rato-toupeira-peludos são baixas para mamíferos de seu tamanho: 0.66 cm3 O2 / g · h.
Apesar de viverem num ambiente completamente subterrâneo, rato-toupeira-peludos exibem ritmos circadianos e são ativos principalmente durante o dia. Seus níveis de melatonina podem ser artificialmente alterados ao alterar o comprimento da luz de sol aparente, o que sugere que eles são capazes de distinguir a luz do escuro, embora sua visão por outro lado seja muito ruim.

## Comportamento
Os rato-toupeira-peludos vivem em redes de túneis, dos quais eles cavam com seus dentes frontais. Os túneis tem de 65 a 75 milímetros de diâmetro e podem ter até 1 quilômetro de extensão. Eles não tem conexão com a superfície, mas sua presença pode ser notada através de montículos de terra cavada que foram empurradas à superfície. Como resultado, seus túneis desenvolvem seu próprio microclima, contendo ar quente e úmido com baixos níveis de oxigênio. A maior parte das escavação ocorre após chuvas, já que o solo seco é muito difícil de se cavar. Por viverem em ambientes áridos, os rato-toupeira-peludos podem ser extremamente ativos durantes pequenos períodos: é estimado que uma colônia típica escave 3 toneladas de solo em um período de duas semanas.
O sistema de suas tocas consiste basicamente de tuneis de forrageamento nos quais eles cavam em busca de alimento. Enquanto os grandes tubérculos e bulbos são pelo menos parcialmente comidos ao serem encontrados, os menores são trazidos às câmaras de armazenamento de comida abaixo dos túneis de forrageamento. Os túneis de forrageamento tipicamente ficam de 5 a 25 centímetros abaixo da superfície, mas são conectados à um número menor de túneis mais profundos que levam a canais de abastecimento, latrinas e um ninho central que pode deve estar a dois metros e meio de profundidade.
Cada sistema de tocas é habitado por uma única colônia de ratos-toupeira, tipicamente tendo algo entorno de doze membros, apesar de que as colônias podem variar de dois a quarenta membros. Essas colônias são eussociais, consistindo de apenas um par reprodutivo e a sua prole não reprodutiva. os membros não reprodutivos passam forrageando e na manutenção do sistema de túneis, particularmente fechando quaisquer brechas ou aberturas que possam aparecer. Intrusos de outras colônias são geralmente rejeitados nelas, apesar de que estudos de paternidade mostram que pelo menos alguns membros não reprodutivos de uma colônia devem ser filhos de membros de outras colônias. A colônia possui uma hierarquia muito clara e definida, o primeiro nesta hierarquia é o macho reprodutivo dominante, seguido pela fêmea reprodutiva, após isso são os machos não reprodutivos e por último as fêmeas não reprodutivas.
As colônias se fragmentam quando a fêmea reprodutiva morre, com a maioria dos membros sobreviventes dispersando para novos locais. Membros maiores particularmente devem também deixar a colônia para estabelecer um novo sistema de tocas. Nesses casos, a dispersão dos membros só ocorre em tempos chuvosos, visto que cavar é relativamente mais fácil nessa situação. Novas colônias são estabelecidas por machos e fêmeas sem parentesco, que se tornam o novo par reprodutivo. Ao dispersar os indivíduos viajam pela superfície, onde se tornam vulneráveis à predação por um grande número de animais, alguns estudos demonstram que apenas 10% destes indivíduos são encontrados em novas colônias depois. Por exemplo, por mais que pequenos grupos de irmãos saiam de seu sistema de tocas ao mesmo tempo, normalmente apenas um deles sobrevive para encontrar uma nova colônia.
O rato-toupeira-peludo é menos vocal do que o rato-toupeira-pelado, produzindo apenas sons parecidos com os chilreios de pássaros.

## Reprodução
Como animais sociais, apenas o par reprodutivo da colônia é capaz da reprodução. Porém os pares não reprodutivos não são verdadeiramente estéreis e portanto poderão se tornar capazes da reprodução se estabelecerem suas próprias colônias. O sistema reprodutivo de fêmeas não reprodutivas é subdesenvolvido, tendo pequenos e e não vascularisados úteros com pequenos ovários que contém células germinativas não desenvolvidas, mas que são incapazes de ovular. Machos não reprodutivos por sua vez possuem testículos menores do os de machos reprodutivos, além de produzir pouco, se algum, esperma. O status não reprodutivo de outros adultos é mantidos pela presença de uma fêmea reprodutiva. E embora sua remoção cause com que as fêmeas não reprodutivas se tornem totalmente férteis, elas somente acasalarão com machos nos quais não possuem nenhum parentesco, e portanto evitando incesto dentro da colônia.
A fêmea reprodutiva inicia o cortejo sexual chamando e tamborilando suas patas traseiras. O par então segue um ao outro num circulo antes de acasalarem. O acasalamento ocorre em um período de mais de 10 dias e a gestação dura de 78 a 92 dias. As fêmeas podem produzir de uma a três ninhadas de um a seis filhotes por ano. Inicialmente os filhotes não tem pelos e têm os olhos fechados, além de pesarem de 8 a 9 gramas apenas. Eles são desmamados depois de 28 dias e atingem o tamanho adulto por volta dos 14 meses.

## Genética
Os cariótipos dos rato-toupeira-peludos demonstram 74 ou 78 cromossomos (2n). Seu número fundamental é de 92.

## Leia mais
- Mole-Rats, Ants Making Science Headlines, NPR,  April 8, 2006